# Přehršle
Přehršle je stará česká jednotka objemu, jež byla používána[kdy?] zejména pro různé sypké látky, např. pro obilí, pohanku, mák či luštěniny apod. Jednalo se o takové množství látky, které se vešlo mezi dvě spojené lidské dlaně, tedy tolik kolik bylo možno nabrat do obou hrstí zároveň, řidčeji do jedné hrsti. Vzhledem k tomu, že každý člověk má jinak velké ruce, jedná se pouze o přibližnou míru objemu de facto neurčité velikosti, ale v tomto významu ne příliš velké.
Příruční slovník jazyka českého 1935–1957 uvádí, že se jedná o dvě hrsti, případně o množství, které se nabere do dvou hrstí současně; udává příklady jazykového užití, nikoliv ale ve smyslu míry objemu.
V současné době (v posledních 30–50 letech) se význam slova přehršle pro označení malého množství, něčeho nepatrného, zanedbatelného posunul k vyjádření významu opačného, tzn. pro vyjádření množství většího až velkého. Posun našeho jazykového povědomí pravděpodobně způsobuje předpona pře-, která v současném jazyce znamená i velkou míru něčeho. Synonymem v současné češtině jsou slova nadbytek, přemíra, spousta, moře, hromada, hora, kupa anebo módní slovo hafo.

## Jiné tvary slova
V české hovorové mluvě toto slovo může nabývat tvaru přehršel, přesmyčky původního slova.